# Керестеджиянц, Леонид Владимирович
Леони́д Влади́мирович Керестеджия́нц (11 июля 1931 — 24 мая 2019) — российский дипломат. Чрезвычайный и полномочный посол (1991).

## Биография
Окончил Ленинградский кораблестроительный институт (1955). На дипломатической работе с 1970 года.
- В 1959—1961 годах — инструктор Отдела по работе среди рабочей молодёжи, ответственный организатор Отдела комсомольских органов ЦК ВЛКСМ по РСФСР.
- С 1961 года — председатель Бюро международного молодёжного туризма «Спутник».
- В 1970—1975 годах — первый секретарь, советник Посольства СССР в Югославии.
- В 1975—1978 годах — заведующий сектором Отдела по культурным связям с зарубежными странами МИД СССР.
- В 1978—1986 годах — советник, атташе по культуре, советник-посланник Посольства СССР в Болгарии.
- В 1986—1987 годах — заместитель, первый заместитель начальника Главного управления кадров и учебных заведений МИД СССР.
- В 1987—1989 годах — заместитель председателя Государственного комитета СССР по иностранному туризму.
- В 1989—1992 годах — начальник Главного производственно-коммерческого управления по обслуживанию дипломатического корпуса при МИД СССР (ГлавУпДК).
- С 8 сентября 1992 по 15 ноября 1996 года — чрезвычайный и полномочный посол России в Хорватии[1][2].
- С 2 ноября 1996 по 31 декабря 1999 года — чрезвычайный и полномочный посол России в Болгарии[3][4].

С 1999 года — на пенсии. Продолжал трудовую деятельность в качестве консультанта руководства ГлавУпДК при МИД России.

## Дипломатический ранг
Чрезвычайный и полномочный посол (19 февраля 1991).

## Награды
- Медаль «В ознаменование 100-летия со дня рождения Владимира Ильича Ленина»
- Орден князя Трпимира (5 ноября 1996, Хорватия)[6]
- Орден «Стара-планина» I степени (9 декабря 1999, Болгария)[7]
- Почётный гражданин болгарского города Свиштов (1 марта 1999)[8]
- Почётная грамота Президиума Верховного совета РСФСР (10 июля 1981) — за плодотворную дипломатическую работу[9]

## Семья
Женат, имеет двоих детей.